# فیدیما
فیدیما یا فایدیم  به نوشته هرودوت دختر هوتن و همسر کمبوجیه دوم بود که نقاب از روی گئومات برداشته و هویت وی را فاش کرده بود. او بعد از به قتل رسیدن گئومات به ازدواج داریوش بزرگ درآمد. او همچنین خواهر بزرگتر آمستریس همسر خشایارشا بود.